# Bladkameleon
De bladkameleon of westelijke dwergkameleon (Rhampholeon spectrum) is een hagedis uit de familie kameleons (Chamaeleonidae).

## Naam en indeling
De wetenschappelijke naam van de soort werd voor het eerst voorgesteld door Reinhold Wilhelm Buchholz in 1874. Oorspronkelijk werd de naam Chamaeleo spectrum gebruikt. Vroeger werd deze soort bij het geslacht Brookesia ingedeeld, waardoor de verouderde geslachtsnaam in de literatuur nog veel wordt gebruikt.
De wetenschappelijke soortaanduiding spectrum komt uit het Latijn en betekent vrij vertaald 'spook'. Deze naam slaat op het feit dat de kameleon en niet uitziet als een hagedis maar als een blad.

## Uiterlijke kenmerken
De totale lichaamslengte bedraagt maximaal 15 centimeter en het is daarmee een erg kleine soort met een extreem lateraal afgeplat lichaam. De bladkameleon mist de voor kameleons karakteristieke oorkwab, een keelzak, kophoorns en een rugkam, daarnaast zijn de poten relatief erg klein. Deze soort heeft een karakteristieke huidflap aan de snuit wat een typisch kenmerk is. De kleur is altijd bruin tot bruingroen met donkere, schuine dorsale strepen die bladnerven nabootsen. De staart is zeer kort en zijdelings sterk afgeplat en het enige wat aan een kameleon doet denken zijn de grijptenen en de bolle ogen die alle kanten op kunnen kijken.

## Levenswijze
In tegenstelling tot andere soorten kameleons is de bladkameleon niet agressief bij aanraking of tegen andere soortgenoten. De bladkameleon kan zich waarschijnlijk maagdelijk voortplanten, de vrouwtjes krijgen hierbij jongen terwijl ze niet gepaard hebben met een mannetje. Dit komt wel meer voor bij de hagedissen, maar van alle kameleons is dit de enige parthenogene soort. De vrouwtjes zetten tot achttien eieren af per legsel.
Op het menu staan kleine prooien zoals kleine insecten en hun larven, voornamelijk vliegen worden gegeten. Deze worden buitgemaakt met de lange en kleverige tong.

## Verspreiding en habitat

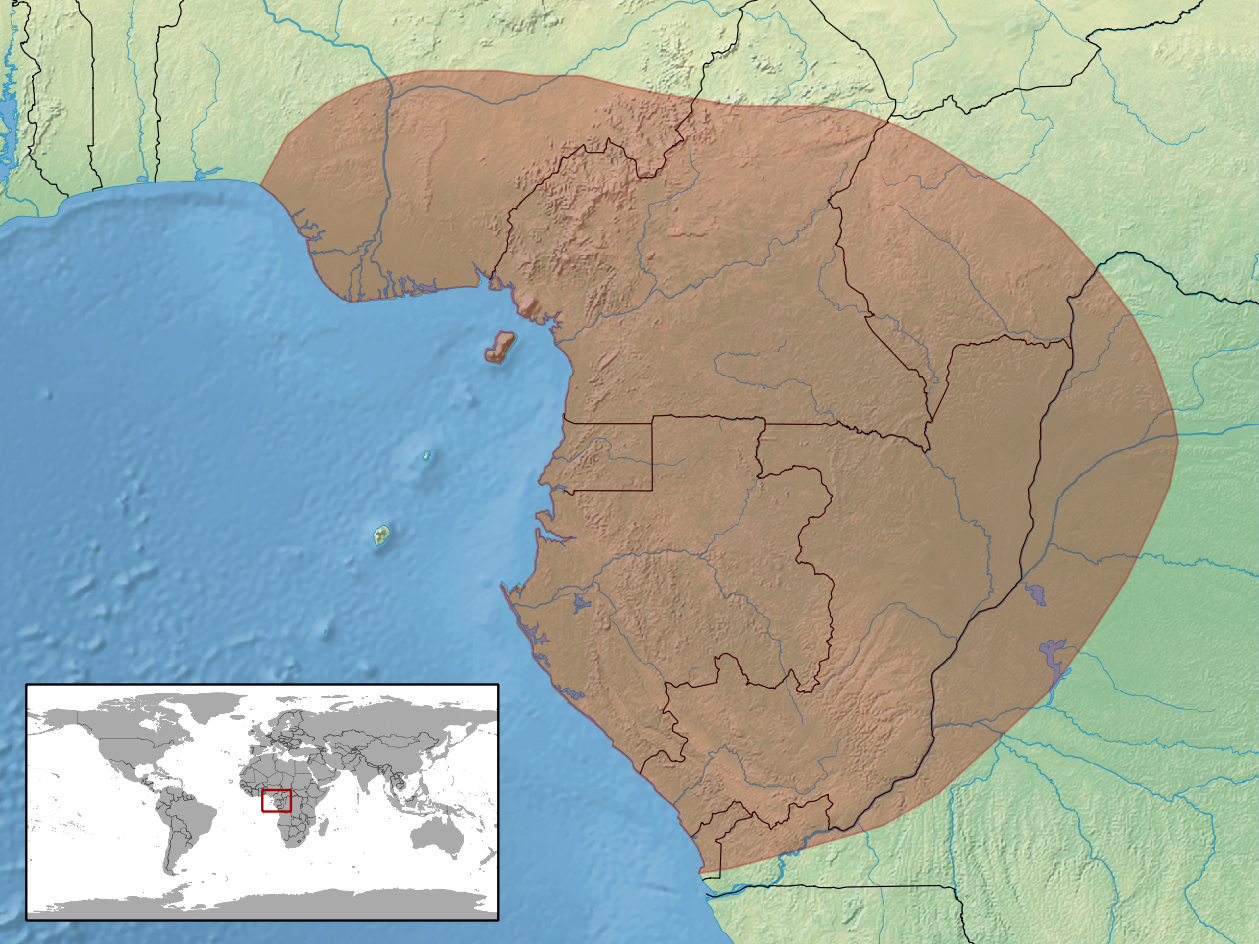
Verspreidingsgebied in het roodbruin.

Deze soort komt voor in delen van uiterst centraal-westelijk Afrika en leeft in de landen Centraal-Afrikaanse Republiek, Congo-Brazzaville, Equatoriaal-Guinea (Bioko), Kameroen en Gabon.
De habitat bestaat uit vochtige tropische en subtropische bossen, zowel bossen in laaglanden als uitgesproken bergbossen. De soort is aangetroffen op een hoogte van ongeveer 1900 meter boven zeeniveau. De kameleon leeft meestal tussen de bladeren en op de verhoute stammen van lagere struiken.

## Beschermingsstatus
Door de internationale natuurbeschermingsorganisatie IUCN is de beschermingsstatus 'veilig' toegewezen (Least Concern of LC).